# 5248 Scardia
5248 Scardia este un asteroid din centura principală de asteroizi.

## Descriere
5248 Scardia este un asteroid din centura principală de asteroizi. A fost descoperit pe 6 aprilie 1983 la Observatorul La Silla de Henri Debehogne și Giovanni de Sanctis. Asteroidul prezintă o orbită caracterizată de o semiaxă mare de 2,22 ua, o excentricitate de 0,17 și o înclinație de 0,4° în raport cu ecliptica.